# كراوفورد (كوينزلاند)
كراوفورد هي محلية في منطقة جنوب بورنيت، كوينزلاند، أستراليا.

## التاريخ
تأخذ المنطقة اسمها من محطة سكك حديد كراوفورد التي سمتها إدارة سكك حديد كوينزلاند في عام 1904؛ والتي سميت باسم المهندس هيو رالستون كراوفورد الذي أشرف على بناء خط سكة حديد ونداي-كينجاروي.